# Mickey Magazine
Mickey Magazine was een wekelijks verschijnend Belgisch stripblad met Disneystrips. Het blad verscheen van 1950 tot 1959. In totaal zijn er 468 nummers verschenen.

## Geschiedenis
Sinds 1947 was de Fransman Armand Bigle de vertegenwoordiger van Walt Disney Productions in de Benelux en Zwitserland. Hij lanceerde in oktober 1950 het weekblad Mickey Magazine in het Vlaams en Frans.  De Vlaamse versie was niet alleen verkrijgbaar in Vlaanderen, maar ook in Nederland. De Franse versie werd ook in Frankrijk, Luxemburg en Zwitserland verbreid. Bovendien had het blad lezers in de Belgische kolonie Congo. Het Mickey Magazine telde 20 pagina’s en was gedrukt in groot formaat (A4) op een soort krantenpapier. Het blad kende een succesvolle start: omstreeks 1951 werden er al 110.000-130.000 exemplaren per nummer verkocht in België alleen. Elk halfjaar verscheen er een album waarin de uitgaven van het afgelopen halfjaar gebundeld waren. 
In het buitenland dook al snel concurrentie op voor het blad. Op aanmoediging van Armand Bigle werd in 1952 in Frankrijk het vooroorlogse Le Journal de Mickey nieuw leven ingeblazen, en in hetzelfde jaar kreeg ook Nederland zijn Donald Duck. Althans in Nederland waren in 1953 nog zowel de Mickey Magazine als de Donald Duck verkrijgbaar. In België was echter tot 1959 alleen het Belgische blad verkrijgbaar. In september 1959 werd het Mickey Magazine opgeheven en voor de abonnee's vervangen door de Donald Duck. Sindsdien worden de Nederlandse en Franse Disneystrips in België gedistribueerd.

## Namen
De namen van diverse figuren waren anders dan de gebruikelijke namen in de Nederlandse Donald Duck:
| Donald Duck        | Mickey Magazine         |
| ------------------ | ----------------------- |
| Kwik, Kwek en Kwak | Loekie, Victor en Joost |
| Katrien Duck       | Daisy Duck              |
| Oom Dagobert       | Oom Jeremias            |
| Guus Geluk         | Jonathan de Geluksvogel |
| Oma Duck           | Grootje Duck            |
| Gijs Gans          | Elooi                   |
| Tom en Pieter      | Jak en Gus              |
| Knabbel en Babbel  | Chip en Dale            |
| Willie Wortel      | Gyro Gyroskoop          |
| Goofy              | Dingo                   |
| Kareltje           | Gilbert                 |
| Boris Boef         | Zwarte Pier             |
| Midas Wolf         | Seke Wolf               |
| Rein Vos           | Broeder Vos             |
| Bruin Beer         | Broeder Beer            |
| Broer Konijn       | Johan Konijn            |
| Stampertje         | Kaduin                  |
| Hiawatha           | Jawatha                 |
| Zilverslang        | Zonnebloem              |
| Tokkie Tor         | Bucky                   |
| Bo                 | Ko                      |
| Japie Krekel       | Jimmy Cricket           |
| Dombo              | Dumbo                   |
| Vagebond           | Zwerver                 |
| Rakker             | Rakkie                  |